# Herb Starogardu Gdańskiego

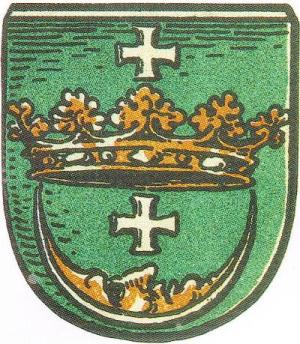
Herb miasta w interpretacji Otto Huppa

Herb Starogardu Gdańskiego – jeden z symboli miasta Starogard Gdański w postaci herbu.

## Wygląd i symbolika
Herb przedstawia na czerwonej tarczy koronę złotą z czterema liliami oraz wychodzącym ze środka korony krzyżem teutońskim. Pod koroną znajduje się oddzielny od niej złoty krzyż maltański.
Korona z krzyżem nawiązuje do zakonu krzyżackiego, krzyż maltański symbolizuje joannitów.

## Historia
Godło przedstawiające dwa krzyże i koronę widnieje na pieczęciach miejskich od XIV wieku.